# Сибіряков Лев Михайлович
Лев Миха́йлович Сибіряко́в (справжнє ім'я: Лейб Мойсе́йович Співа́к; 1870 — 1938) — російський оперний співак (бас), педагог.

## Біографія
Народився в 1870 р. в м. Полонному в бідній єврейській родині.
Юність його пройшла в Бердичеві. Потім він переїхав до Одеси, де одружився з заможною жінкою. Завдяки її грошам він одержав можливість навчатися в Італії в маестро Ч. Россі. Талановитого співака почув відомий диригент Артуро Тосканіні й запросив до Міланського театру Ла Скала. На престижній оперній сцені Сибіряков виступав декілька сезонів під псевдонімом Леопольдо Співаккіні.
Повернувшись з Італії, співак багато гастролював по Росії. У 1902—1904 та 1909—1921 роках — він соліст Маріїнського оперного театру в Петербурзі, виступав поруч з такими корифеями як Л. Собінов і Ф. Шаляпін. Критики називали його «цар-бас». Одночасно записувався в різних грамофонних фірмах. Перші двадцять записів зроблено в 1903 році на експериментальній фабриці інженера Ребикова. У Росії здійснено 452 записи Сибірякова, 238 з яких він зібрав[прояснити].
У Маріїнському оперному театрі Сибіряков виконував партії в операх.

## Творчість

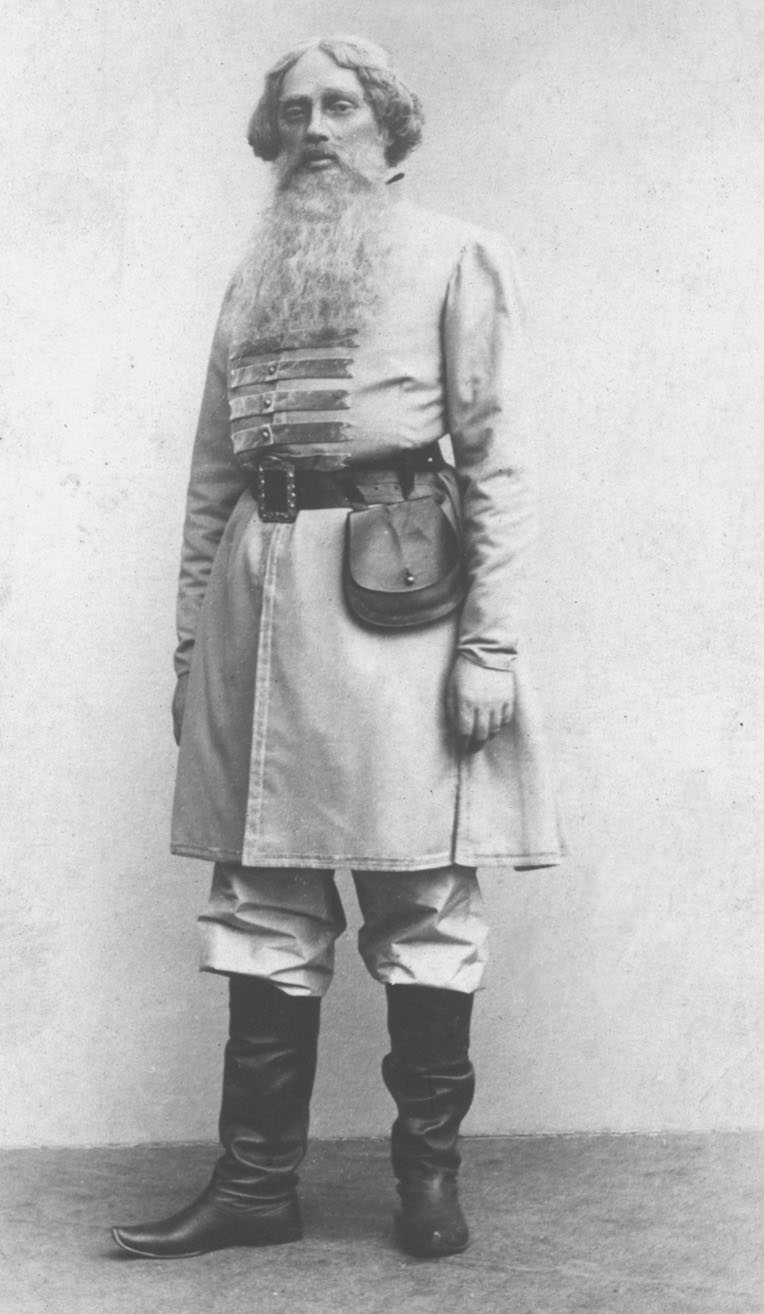
У ролі Василя Собакіна у опері «Царева наречена»
1900-1910-ті

В 1904 році при Петербурзькій консерваторії утворилася так звана Нова опера і Сибіряков перейшов до неї.
В 1906 році Сибіряков переїздить у Київ, працює в Київській опері. Спів його вирізнявся різноманітністю нюансів, майстерністю передачі і вмінням володіти звуком.
Перебуваючи в Петербурзі, навесні 1909 року Сибіряков знову поступає в Маріїнський театр. В його складі пробув до 1918 року. В цей час театр був реорганізований в Державний академічний театр опери і балету.
В 1910 році Лев Михайлович Сибіряков приїжджає в Полонне. У його виконанні звучали арії з опер, обрядові українські народні пісні.
Восени 1910 року Сибіряков, як видатний бас імператорського Маріїнського театру, був запрошений на гастролі в Бостонську оперу (США).
В 1919 році Сибіряков знову в Києві, ставлячи вистави разом із Смірновим і Мазухіним.
Сибіряков став професором Варшавської консерваторії. Крім того, він співав в Європі і один раз їздив в Америку. Слухачі захоплювалися його виступами, з 1908 року по 1920 рік його сила зросла як одного з провідних басів. В 1929 році Сибіряков приїздив в Росію, дав один концерт в Санкт-Петербурзі.
Великою популярністю талант співака користувався в Англії. Англійська фірма присвятила йому платівку-монографію. Значну славу здобув Сибіряков виконанням головної партії в опері «Донька кардинала», що була вельми популярна на початку ХХ століття в Росії та в Західній Європі. Російські та зарубіжні критики писали, що виконання Сибіряковим партії кардинала відзначається віолончельною співучістю і її сміливо можна зарахувати до найвищих досягнень басу.
З великим успіхом Сибіряков співав в операх Вагнера. Особливо критика відмічала його в ролі Вотана з опери «Валькірія». В репертуарі співака було і багато українських пісень. Співав він також в опері Гулака-Артемовського «Запорожець за Дунаєм».
Помер Лев Михайлович Сибіряков в 1938 році. Похований у Варшаві.

### Вибрані партії
- «Аїда»
- «Життя за царя»
- «Кавделія»
- «Савагані»
- «Сервилія»
- «Фауст»
- «Царева наречена»
- «Лоенгрін»
- «Сарацин»
- «Фауст»
- «Царева наречена»

## Цікаві факти
Співом Сибірякова захоплювався Михайло Булгаков, який в молодості сам мріяв про оперну кар'єру. Сестра письменника Надія Булгакова-Земська розповідала: «На столі у нього, гімназиста, стояла фотографічна картка артиста Київської опери - Льва Сибірякова з написом, яку брат з гордістю дав мені прочитати: „Мрії іноді втілюються в дійсність“»